# گئورگی ملیکشویلی
گئورگی آلکساندری ملیکشویلی (گرجی: გიორგი ალექსანდრეს ძე მელიქიშვილი زادهٔ ۳۰ دسامبر ۱۹۱۸ - درگذشته ۲۷ مارس ۲۰۰۲) مورخ اهل گرجستان بود.

## زندگی‌نامه
وی در ۳۰ دسامبر ۱۹۱۸ در تفلیس به دنیا آمد و از دانشگاه دولتی تفلیس (۱۹۳۹) فارغ‌التحصیل گشت. وی عضو آکادمی ملی علوم گرجستان بود. وی همچنین برندهٔ جوایزی همچون نشان پرچم سرخ کار، نشان برجسته افتخار، نشان انقلاب اکتبر و جایزه لنین شده است. وی در ۲۷ مارس ۲۰۰۲ در سن ۸۳ سالگی در تفلیس درگذشت.

## یادداشت
1. ↑  պատմական գիտությունների դոկտոր